# (10425) Landfermann
(10425) Landfermann – planetoida z pasa głównego asteroid okrążająca Słońce w ciągu 4 lat i 13 dni w średniej odległości 2,53 j.a. Została odkryta 20 stycznia 1999 roku w programie ODAS. Przed nadaniem nazwy planetoida nosiła oznaczenie tymczasowe (10425) 1999 BE6.